# Glen Chadwick
Glen Alan Chadwick (Opunake, Taranaki, 17 d'octubre de 1976) és un ciclista neozelandès, ja retirat, que fou professional entre el 2003 i el 2011. En el seu palmarès destaca el campionat nacionals en contrarellotge de 2007, així com la Volta a Mèxic del 2008. Aquell mateix any va prendre part en els Jocs Olímpics d'Estiu que es van disputar a Pequín.

## Palmarès
- 2000
  - 1r del Tour de Tasmània i vencedor d'una etapa
  - Vencedor d'una etapa del Commonwealth Bank Classic
- 2002
  - Vencedor d'una etapa de la Jelajah Malaysia
  - Vencedor d'una etapa del Tour de Taiwan
  - Vencedor d'una etapa del Tour del Mar de la Xina Meridional
- 2003
  - 1r del Tour de Corea i vencedor d'una etapa
- 2005
  - 1r del Tour del Jura
  - Vencedor d'una etapa de la Volta a Hongria
- 2007
  -  Campió de Nova Zelanda en contrarellotge
  - Vencedor d'una etapa del Mount Hood Cycling Classic
  - Vencedor de 2 etapes del Tour de Beauce
- 2008
  - 1r de la Volta a Mèxic
- 2009
  - Vencedor d'una etapa de la Volta a Astúries
  - Vencedor d'una etapa de la Volta a Colòmbia
- 2010
  - Vencedor d'una etapa de la Tour de Nova Caledònia